# Wildwood Flower
Wildwood Flower, è un brano folk accreditato a Joseph Philbrick Webster, e da lui composto nel 1860. Fu portato al successo dal gruppo country statunitense The Carter Family nel 1928. Woody Guthrie si ispirò a quest'ultima versione del brano, per la composizione della canzone "The Sinking of the Reuben James". Joan Baez incluse una cover del brano, nella versione della Carter Family, nel suo album d'esordio.